# Alexandru Barbu
Pour les articles homonymes, voir Barbu.
Alexandru George Barbu est un skieur alpin roumain, né le 8 mars 1987 à Sibiu. Il est spécialiste des épreuves techniques.

## Biographie
Il commence le ski de compétition à l'âge de six ans, ayant pour idole le slalomeur Alberto Tomba et comme lui, il se spécialise dans cette discipline.
Membre du club Corona Brașov, il fait ses débuts internationaux en 2002 dans une course FIS.
En janvier 2008, il fait ses débuts dans la Coupe du monde au slalom de Schladming. Au total, il dispute dix manches de cette compétition durant sa carrière.
Il doit attendre les Championnats du monde 2009 à Val d'Isère pour prendre part à sa première compétition majeure.
Barbu est sélectionné pour les Jeux olympiques en 2014 à Sotchi, où il finit le slalom au 21e rang sur 43 arrivants, soit le meilleur résultat roumain lors de ces jeux (à égalité avec Eva Tofalvi) et 48e du slalom géant, ainsi qu'aux Jeux olympiques de 2018 à Pyeongchang, où il finit seulement le slalom géant (55e).
En 2019, à Åre, il signe son meilleur résultat en championnat du monde avec une 45e place en slalom. Son meilleur résultat jusque là était 47e du slalom géant en 2015 à Beaver Creek.
En 2019, il prend sa retraite sportive, puis devient l'entraîneur de l'équipe roumaine de ski alpin.

## Palmarès

### Jeux olympiques
| Épreuve / Édition | Sotchi 2014 | Pyeongchang 2018 |
| Slalom géant      | 48e         | 55e              |
| Slalom            | 21e         | Abandon          |